# CASA C-212
CASA C-212
ベネズエラ空軍のCASA C-212
- 用途：輸送機
- 製造者：CASAおよびEADS CASA（現エアバス・ディフェンス・アンド・スペース）
- 運用者：スペイン空軍、スウェーデン沿岸警備隊 他
- 初飛行：1971年3月26日
- 生産数：485機[1] + >100 (IPTN)
- 運用開始：1974年5月

CASA C-212 アヴィオカー（C-212 Aviocar）は、ターボプロップエンジン付きのSTOL（短距離離着陸）中型輸送機である。民間、軍用に向けにスペインで設計、製造された。

## 概要
C-212はインドネシアのインドネシアン・エアロスペース社（以前はIPTNと呼ばれ、現在はIAeとして知られる）でもライセンス生産された。当初はアヴィオカーという名称で販売されていたが、EADS-CASA社ではこの名称を使用せずにC-212に変更した。
各モデル合わせて総計471機のC-212が2006年末までに納入されたが、EADS-CASA社（現在はエアバス・ディフェンス・アンド・スペース社の傘下）では2007年から2017年の間に更に85機を納入すると言っている。EADS-CASA社は1998年からスペインの耐空証明を取ったC-212-400型を生産している。C-212-200型は現在インドネシアで生産されており、IAeは2008年から-400型を生産する準備を進めている。

## 設計と開発
1960年代末になるまでスペイン空軍は既に時代遅れとなっていたユンカース Ju52とダグラス C-47という非与圧キャビンでターボチャージャーも付かない3発と双発エンジンの2種類の輸送機をまだ運用していた。CASAはC-212を軽量で信頼性の高いターボプロップエンジンを装備した近代的な選択肢として開発し、最初の試作機はT.12Bの制式名で1971年3月26日に初飛行を行った。1974年にスペイン空軍はアヴィオカーを購入して輸送機材を一新することを決定した。
航空会社がC-212の軍用機としての成功に着目したことでCASAは民間型を開発し、最初の機体が1975年7月に引き渡された。2006年8月時点で総計30機（各型合わせて）のCASA C-212が世界中の航空会社で就航している。
C-212は箱型の胴体に固定式の降着装置を持った高翼配置の航空機で、仕様によって21-28名の乗客を乗せることができる。与圧キャビンの胴体を持っていないため比較的低高度（10,000 ft MSL以下）を飛行する航空会社の使用に限られるが、これは地域航空など短距離をメインとする場合は理想的な機体であると言える。

## 派生型

### 100型
C-212AC-212-5、C-212-5 100M型としても知られる最初の軍用量産型。スペイン空軍ではT-12BとD-3A (救命搬送 機用)と呼称。129機生産。
C-212AVVIP 輸送モデル T-12C.
C-212B写真偵察任務用に6機の前量産型のC-212Aを改装。TR-12A。
C-212C最初の民間モデル
C-212D航法訓練用に2機の前量産型のC-212Aを改装。TE-12B.
NC-212-1001976年からインドネシアのIPTNでライセンス生産されたC-212-100。NC-212-200にモデルチェンジされるまでに28機生産。

### 200型

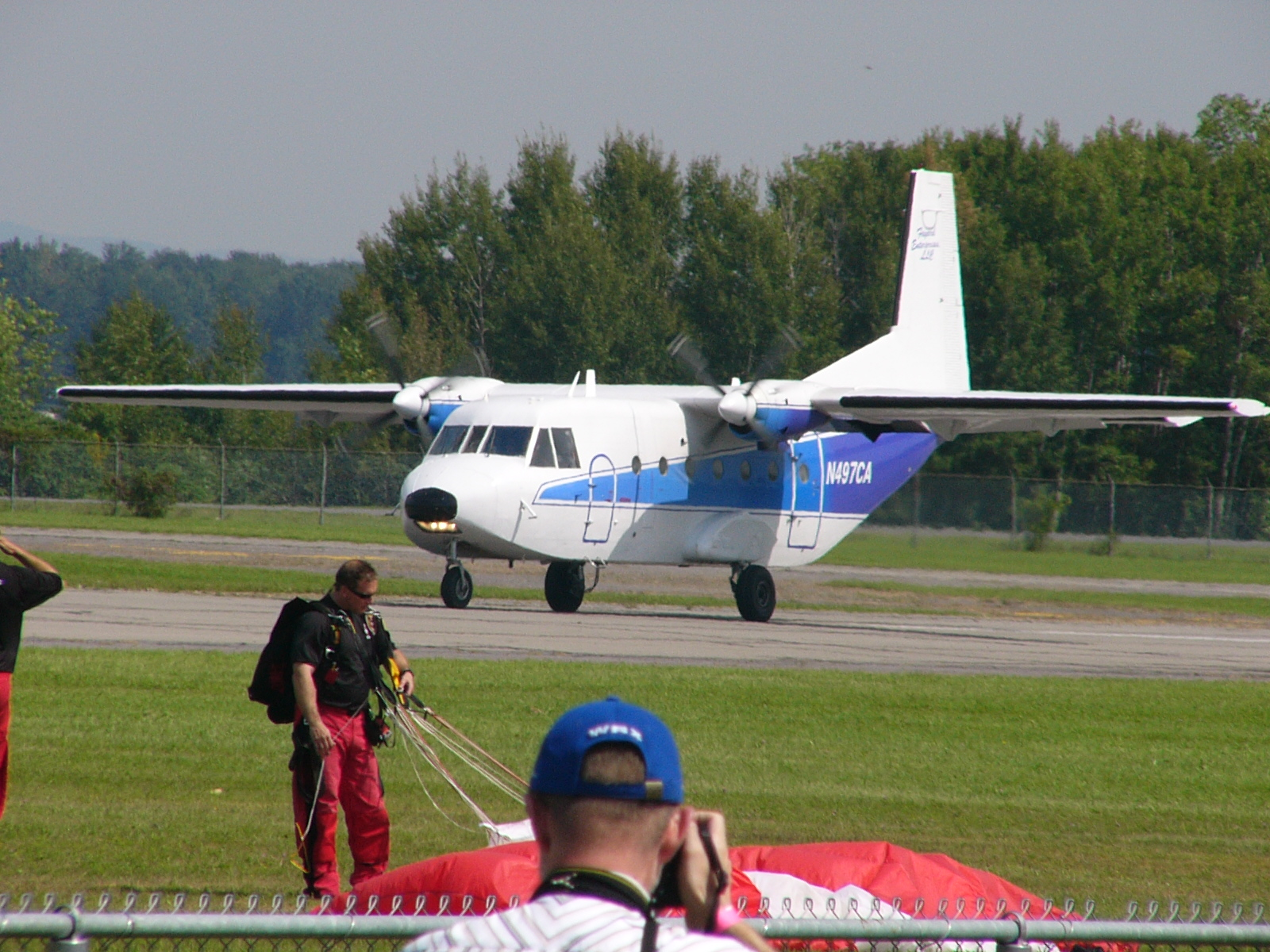
CASA CN 212-200

1979年に導入された胴体を延長しエンジンを定格900 shp (671 kW)のハネウェル TPE-331-10R-511C 又は -512Cにしたモデル。CASA C-212-200は、その大きな内容積、高い上昇率、飛び出し用ランプを備えた大きな尾部扉でスカイダイビング用の機体としても人気がある。
C-212 200MスペインでT-12D、スウェーデン空軍でTp 89として知られる軍用モデル。このモデルから対潜哨戒機型と洋上哨戒機型が製造された。
NC-212-200IPTNでライセンス生産されたC-212-200。
NC-212-200 MPAMPA型。

### 300型
1987年から生産されている標準生産モデル。エンジンを定格900 shp (緊急出力925 shp)のハネウェル TPE-331-10R-513Cに、プロペラをハーツェル・プロペラ社製の複合材4枚ブレードからダウティ・ロートル社製の全金属製4枚ブレードに換装したもの。ウィングレットと大型化された垂直尾翼のお陰で性能は向上し、機首に追加された荷物室により200型よりも流線型の機首を持っていた。追加の統合型自動操縦装置を含む様々なシステムのアップグレードが組み込まれた。
C-212-M 300型 (300M型)軍用モデル
C-212 300型 旅客機26座席、近距離旅客モデル
C-212 300型 多用途機23座席、民間多用途モデル
C-212 300P型プラット・アンド・ホイットニー・カナダ PT6A-65 エンジンを装着した民間多用途モデル

### 400型

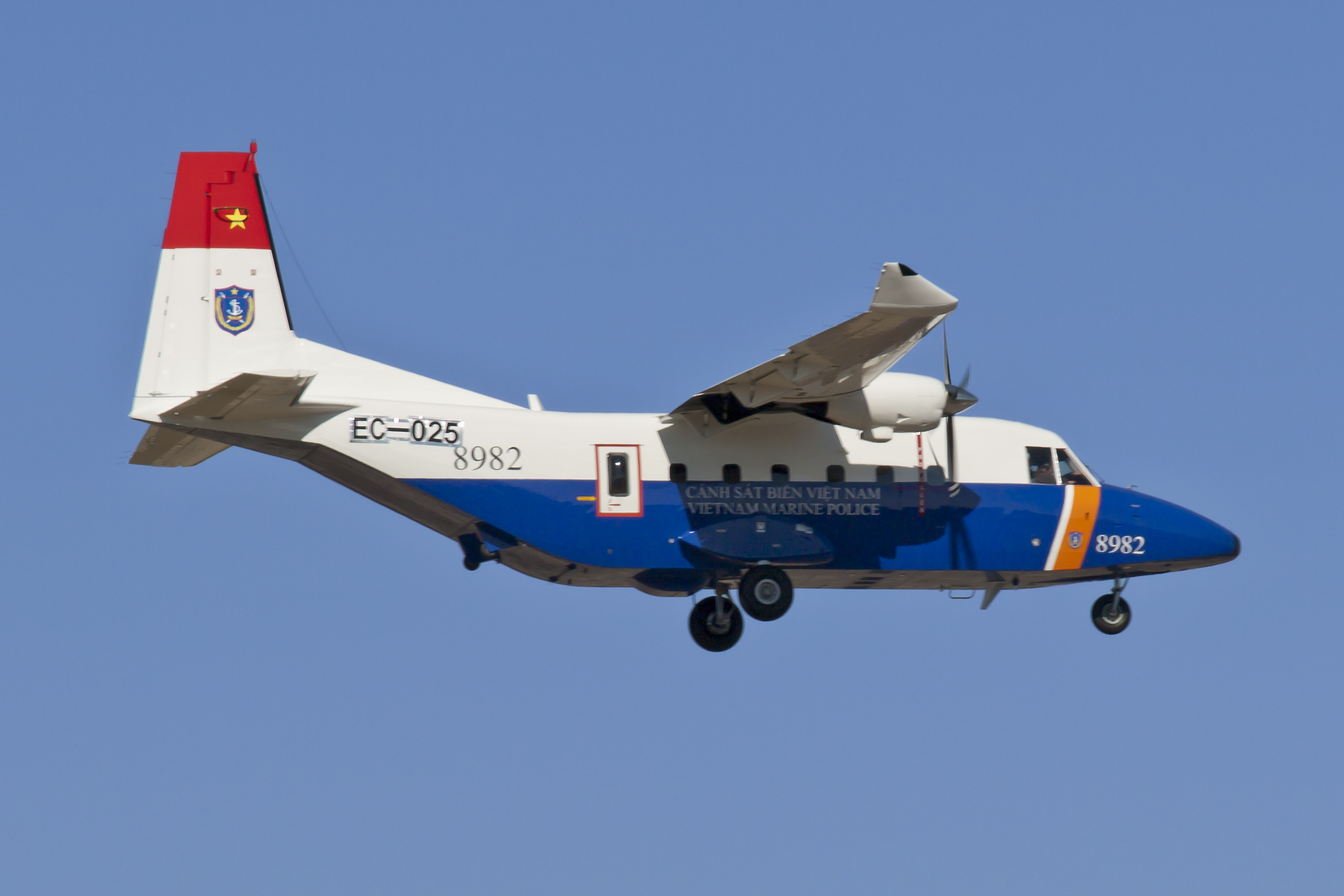
C-212-400

1997年に初飛行したアップグレードしたモデル。最大出力925 shp (690 kW)のハネウェル TPE-331-12JR-701Cエンジンを装備し、機体のサイズと性能は基本的に300型と同じである。300型と比較すると多くの機器が洗練、改良されており、標準計器は4画面のロックウェル・コリンズ社製の電子飛行計器システム（Electronic Flight Instrument System (EFIS)）、2画面の統合型エンジンデータシステム（Integrated Engine Data System (IEDS)）と慣性照会装置（Inertial Reference Unit (IRU)）を組み込んだ汎用UNS-1K飛行管理装置（FMS）を備えている。
現在、この型はスペインでのみ生産されているがアメリカ合衆国に於ける民間での使用の認証をとっていない。

## 運用
- アブダビ首長国
- アンゴラ
- アルゼンチン
- オーストラリア (オーストラリア南極部)

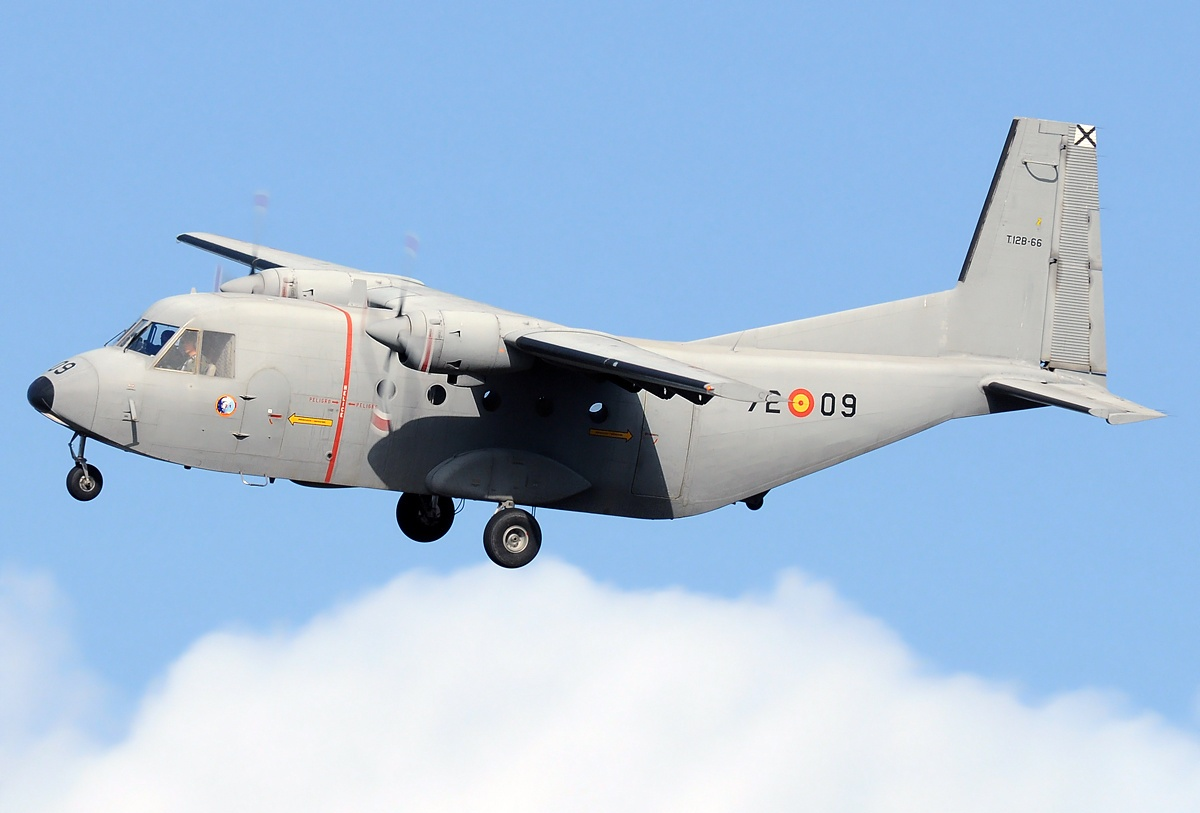
スペイン空軍のC-212-100

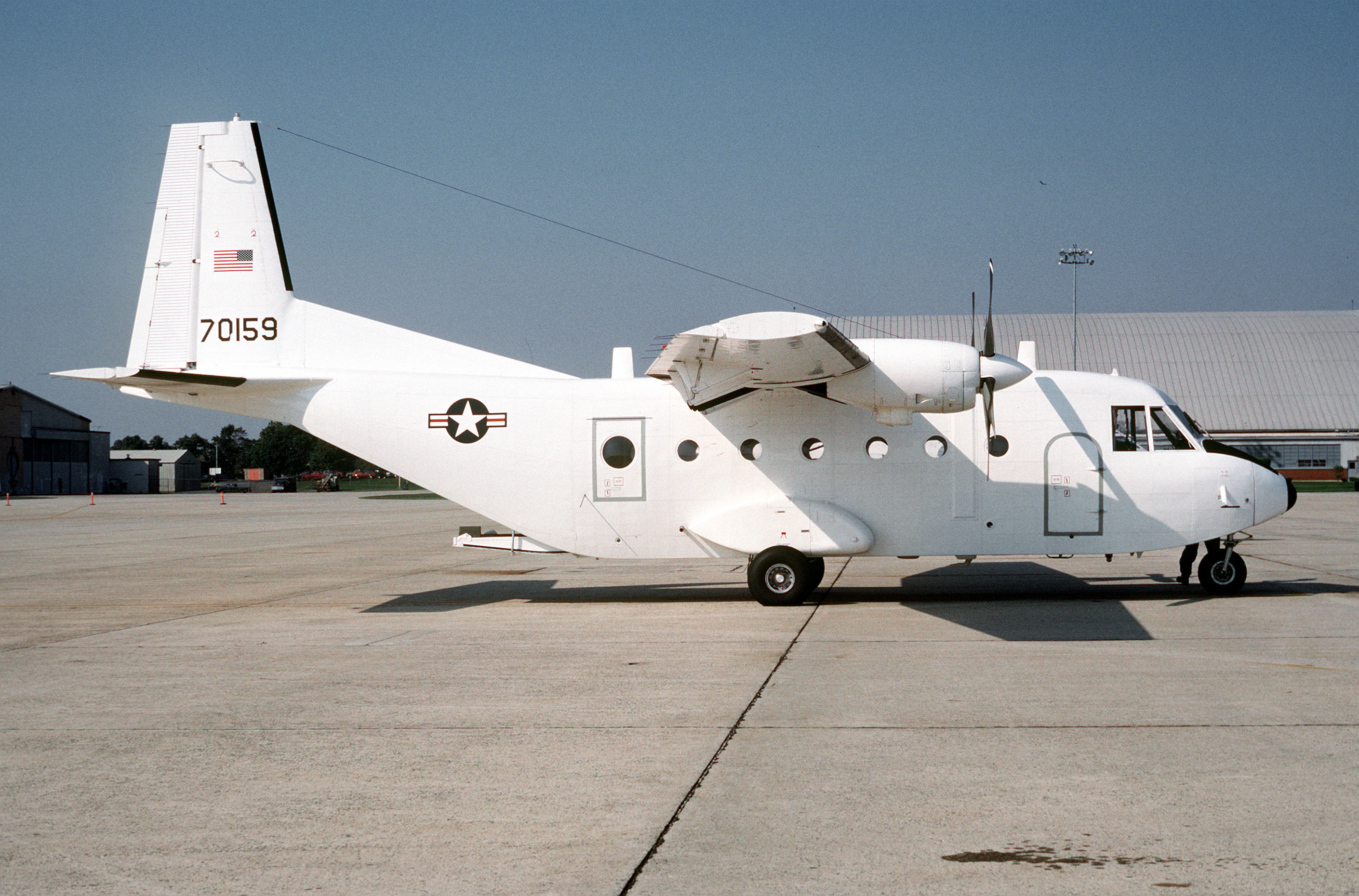
アメリカ空軍のC-41A

- ボリビア - 2024年時点で、ボリビア陸軍が1機のC-212を保有[5]。
- ボスニア・ヘルツェゴビナ
- ボツワナ
- ビルマ (ミャンマー)
- チャド
- チリ (C-212Aの海外での初ユーザー)
- コロンビア - 2024年時点で、コロンビア陸軍が2機のC-212を保有[6]。
- ジブチ
- ドミニカ共和国 - 2024年時点で、ドミニカ共和国空軍が3機のC-212-400を保有[7]。
- エクアドル - 2024年時点で、エクアドル陸軍が2機のC-212を保有[8]。
- 赤道ギニア
- フランス
- ギニア
- ガーナ
- インドネシア
- ヨルダン
- キリバス
- レソト
- マルタ
- メキシコ
- ニカラグア
- パナマ
  - パナマ空軍／国家航空局
  - エアパナマ（最近）
- パラグアイ - 2024年時点で、パラグアイ空軍が4機のC-212-200、1機のC-212-400を保有[9]。
- ポルトガル
- プエルトリコ (プリンエア)
- 南アフリカ共和国 - 2023年時点で、南アフリカ空軍が2機のC-212-200、1機のC-212-300を保有[10]。
- スペイン
- スウェーデン
- スーダン
- スリナム - スリナム国軍がC-212-400を運用、退役済み[11][12]。
- タイ
- アメリカ合衆国
  - アメリカ空軍ではC-41Aとして運用。
  - 民間では北極輸送サービス、ビッグホーン航空、ブラックウォーター・セキュリティ、コノコフィリップス、バーリング航空、マレー航空などが運用。
- ウルグアイ
- ベネズエラ
- ジンバブエ

## 事件と事故
CASA C-212は合計499名の死者を含める71機の機体喪失事故を起こしている。 これは事故発生率としては高い数値ではあるが、一般的にほとんどの墜落の原因はこの機種が危険性の高い低高度で使用されていることによるものであることに起因していると考えられる。
- 2004年11月27日：プレジデンシャル航空（Presidential Airways）のCASA C-212-200（登録記号：N960BW／製造番号：231）がアメリカ国防省との契約によりアフガニスタンの遠隔地に展開しているアメリカ軍に補給物資を運んでいた。この機は箱状渓谷に入り込み標高16,739 フィートのバダ山（Baba Mountain）の14,650フィート地点に衝突した。この時の飛行はバグラム（Bagram）とファラ（Farah）間の通常の航空路より約25海里北に寄っていた。[15]

- 2006年10月26日：スウェーデン沿岸警備隊のCASA C-212-200（登録記号：SE-IVF／製造番号：KBV 585）が哨戒任務中にファルステルボ運河に墜落し4名の乗員全員が死亡した。[16] [17]目撃者の証言によると事故の原因は何らかの理由で片側の翼が機体から脱落したことによるものらしい。[18]スウェーデンの事故調査委員会の予備報告では、右主翼の脱落は主翼内の耐荷構造で発生した疲労亀裂が成長したことによるものだということを示唆している。[19]

- 2006年11月15日：メキシコ海軍のCASA 212-200哨戒機（登録番号：AMP-114）が偵察任務中にメキシコ湾のカンペチェ州沖の海に墜落したが、全搭乗員は救出された。飛行は順調であったため、事故原因はいまだに不明。[15]

- 2008年6月26日：12名の軍人と6名の民間人が搭乗したインドネシア軍のCASA C-212がデジタルマッピング・カメラのテストのために首都からボゴール（Bogor）へ向けて飛行していたが、ジャカルタから90km（60 マイル）南のサラク（Salak）山岳地区で消失した。空軍の報道官は同機が墜落したらしいと述べた。[20]

- 2009年10月9日、ハイチとドミニカ共和国の国境近くで、ハイチ領から上空から監視任務を行っていたCASA C-212が墜落、国際連合ハイチ安定化ミッションの軍事要員11名全員が死亡した。[21]

- 2011年9月2日、ロビンソン・クルーソー島へ着陸しようとしていたチリ空軍のCASA C-212が悪天候により機体のコントロールを失い墜落し、乗員乗客21人全員が死亡した。

- 2016年6月16日、14日に墜落したベトナム空軍のSu-30MK2の操縦士と機体の捜索にあたっていたベトナム海上警察のCASA C-212が墜落、9名の搭乗員は死亡したとみられている。[22]

## 要目 (300M型)
出典: greg goebel (2011年5月1日). “CASA Cargolifters: C-212, CN-235, & C-295” (英語). 2011年12月25日閲覧。
諸元
- 乗員: 2名
- 定員: 兵員20名、又は担架12床
- ペイロード: 2,820 kg （6,217 lb）
- 全長: 16.15 m （53 ft 0 in）
- 全高: 6.60 m （21 ft 8 in）
- 翼幅: 20.28 m（66 ft 7 in）
- 翼面積: 41 m² （441 ft²）
- 空虚重量: 4,400 kg （9,680 lb）
- 運用時重量: 7,700 kg (17,000 lb)
- 最大離陸重量: 8,000 kg (18,000 lb)
- 動力: ハネウェル TPE-331-10R-513C ターボプロップエンジン、690 kW （925 shp）   × 2

性能
- 最大速度: M0.30=370 km/h (200 kn)
- 巡航速度: M0.22=275 km/h (148 kn)
- 失速速度: M0.12=145 km/h (78 kn)
- 航続距離: 　
  - 最大積載時: 1,435 km (775 nmi)
  - 最大燃料時: 2,680 km (1,450 nmi)
- 上昇率: 497 m/min （1,630 ft/min）
- 離陸滑走距離: 610 m （2,000 ft）
- 着陸滑走距離: 460 m （1,515 ft）
- * 巡航高度：7,925 m (26,000 ft)

武装
- 2つのハードポイントに500 kg (1,100 lb)まで。通常は機関銃ポッドかロケットランチャー